# 巡防区
巡防区（英語：Patrol and Defense Command）是一些国家的海军之中担负特定海陆区域独立作战、巡逻、警戒、岸防守备等任务的团级建制战斗部队，并为辖区内海军兵力驻泊提供勤务保障。通常辖小型水面战斗舰艇、勤务辅助船、岸防守备部队、防空部队和观察通信部队等。 一般隶属于水警区或直属于舰队。中国海军的巡防区通常按其领导机关的驻地命名。
中国人民解放军海军最早组建的巡防区是1950年成立的连云港巡防区. 现存的有南沙巡防区.

## 巡防区列表

### 北海舰队
- 连云港巡防区
- 陈家港巡防区

### 南海舰队
- 西沙巡防区
- 南沙巡防区